# Beni Ganc
Benjámín "Beni" Ganc (Kfar Ahim, 1959. június 9. –) izraeli tábornok és politikus, 2011. február 14. és 2015. február 16. között az izraeli hadsereg vezérkari főnöke, 2020. május 17. és 2022. december 29. között Izrael védelmi minisztere.

## Élete
Beni Ganc 1959-ben született a dél-izraeli Kfar Ahimban; édesanyja, Weiss Málka, a magyarországi Mezőkovácsházáról deportálva lett 1944-ben a bergen-belseni koncentrációs táborba, túlélte a holokausztot és letelepült a közel-keleti államba. 1977-ben kezdte el katonai pályafutását az Izraeli Védelmi Erők körében. Besorozása után önként jelentkezett az ejtőernyős hadosztályba, ahol 1979-ben tiszt lett, az ehhez szükséges iskola elvégzése után. Később különféle alakulatok parancsnokaként teljesített szolgálatot és vett részt az izraeli – arab konfliktus összes összecsapásában 1982 óta. 2000-ben az Izraeli Északi Parancsnokság vezetője lett, majd 2005 – 2009 között katonai attasé lett az Amerikai Egyesült Államokban.
Mikor 2011 elején Gabi Askenázi addigi vezérkari főnök nyugdíjba vonult, Benjámín Netanjáhú izraeli miniszterelnök Joáv Galant tábornokot jelölte a pozíció betöltésére, aki azonban egy, a személye körül kirobbant korrupciós botrány miatt nem tölthette be a tisztséget, így február 5-én Ehúd Bárák védelmi miniszter bejelentette, hogy Beni Gancot ajánlja a tisztség betöltésére. Február 13-án a kormány jóváhagyta Ganc kinevezését a posztra.